# ألفرد دبليو. بيثيا
ألفرد دبليو. بيثيا هو سياسي أمريكي، ولد في 20 يونيو 1916 في ديلون في الولايات المتحدة، وتوفي في 13 سبتمبر 1999. نشط حزبياً في الحزب الديمقراطي. وقد انتخب عضو مجلس نواب كارولاينا الجنوبية ‏.